# New Testament Virtual Manuscript Room
Der New Testament Virtual Manuscript Room (NT.VMR) ist ein virtueller Handschriftenlesesaal, in dem neutestamentliche Handschriften online zur Verfügung gestellt werden.
In dem weltweit einzigartigen Projekt des Instituts für Neutestamentliche Textforschung in Münster/Westfalen werden Informationen zu Handschriften des Neuen Testaments angeboten und mit den digitalisierten Photos und Transkriptionen verknüpft. Das Generationen übergreifende Vorhaben hat zum Ziel, möglichst alle der über 5500 griechischen Handschriften des Neuen Testaments im NT.VMR zugänglich zu machen.

## VMR
Im Virtual Manuscript Room können einzelne Handschriften selektiert und angezeigt werden. Um unterschiedlichen wissenschaftlichen Zwecken gerecht zu werden, stehen drei verschiedene Viewer Modi zur Auswahl. Der Hauptmodus ist der reading mode, der das seitenweise Durchblättern einer Handschrift erlaubt, wobei gleichzeitig Bild und Transkript angezeigt werden.
Die Bereitstellung der Digitalisate erfolgt durch die besitzenden Institutionen. Dabei kann entweder auf neu angefertigte Digitalisate oder auf Scanns von schwarz-weiß Mikrofilmen aus den 60er bis 80er Jahren des 20. Jh. im Archiv des INTF zurückgegriffen werden.

## Handschriftenliste
Die von Kurt Aland herausgegebene, offizielle „Kurzgefaßte Liste der griechischen Handschriften des Neuen Testaments“ (2. Auflage von 1994) ist online einsehbar. Diese erfasst sämtliche weltweit bekannten neutestamentlichen Handschriften und weist jeweils wichtige Kennziffern aus. Genannt werden unter anderem:
- das Jahrhundert der Entstehung
- Inhalt
- Format
- Besitzer der Handschrift.